# Kazimierz Kmiecik
Kazimierz Kmiecik (ur. 19 września 1951 w Węgrzcach Wielkich) – polski piłkarz i trener piłkarski, związany z Wisłą Kraków, najlepszy strzelec w jej historii (153 gole w 304 meczach), kilkukrotnie trener lub asystent trenera w krakowskim klubie. Od 2022 roku jest członkiem Klubu Wybitnego Reprezentanta.
Wychowanek klubu Węgrzcanka Węgrzce Wielkie. Ojciec Grzegorza.

## Reprezentacja Polski
W reprezentacji narodowej rozegrał w latach 1972-1980 34 mecze, strzelając w nich 8 goli. Jeden z najbardziej utytułowanych reprezentantów Polski w całej historii polskiego piłkarstwa. Uczestnik i zdobywca medali na Mistrzostwach Świata w 1974 oraz Igrzyskach Olimpijskich w 1972 i 1976 - trzech turniejach, na których polską drużynę prowadził Kazimierz Górski. Tym samym osiągnięciem co Kmiecik pochwalić mogą się również Lesław Ćmikiewicz, Kazimierz Deyna, Jerzy Gorgoń, Zygmunt Maszczyk oraz Antoni Szymanowski. Bardziej utytułowany jest jedynie Grzegorz Lato, który oprócz wspomnianych trzech "krążków" posiada również medal mundialu w 1982.
| lp. | Data                 | Miejsce                 | Przeciwnik        | Rezultat | Rozgrywki       | Grał          | Uwagi     |
| --- | -------------------- | ----------------------- | ----------------- | -------- | --------------- | ------------- | --------- |
| 1.  | 30 sierpnia 1972     | Ratyzbona               | Ghana             | 4-0      | IO 1972         | do 45'        |           |
| 2.  | 8 września 1972      | Norymberga              | Maroko            | 5-0      | IO 1972         | 90'           | Gol       |
| 3.  | 16 maja 1973         | Wrocław                 | Irlandia          | 2-0      | towarzyski      | od 75'        |           |
| 4.  | 1 sierpnia 1973      | Toronto                 | Kanada            | 3-1      | towarzyski      | od 46'        |           |
| 5.  | 3 sierpnia 1973      | Chicago                 | Stany Zjednoczone | 1-0      | towarzyski      | 90'           |           |
| 6.  | 8 sierpnia 1973      | Monterrey               | Meksyk            | 2-1      | towarzyski      | od 46'        |           |
| 7.  | 10 sierpnia 1973     | San Francisco           | Stany Zjednoczone | 4-0      | towarzyski      | do 77'        | Gol · Gol |
| 8.  | 21 października 1973 | Dublin                  | Irlandia          | 0-1      | towarzyski      | od 73'        |           |
| 9.  | 13 kwietnia 1974     | Port-au-Prince          | Haiti             | 1-2      | towarzyski      | 90'           |           |
| 10. | 15 kwietnia 1974     | Port-au-Prince          | Haiti             | 3-1      | towarzyski      | 90'           |           |
| 11. | 15 maja 1974         | Warszawa                | Grecja            | 2-0      | towarzyski      | od 46'        |           |
| 12. | 26 czerwca 1974      | Stuttgart               | Szwecja           | 1-0      | MŚ 1974         | od 62'        |           |
| 13. | 3 lipca 1974         | Frankfurt nad Menem     | RFN               | 0-1      | MŚ 1974         | od 80'        |           |
| 14. | 26 marca 1975        | Poznań                  | Stany Zjednoczone | 7-0      | towarzyski      | do 45'        |           |
| 15. | 8 października 1975  | Łódź                    | Węgry             | 4-2      | towarzyski      | 90'           | Gol       |
| 16. | 26 października 1975 | Warszawa                | Włochy            | 0-0      | elim. Euro 1976 | od 78'        |           |
| 17. | 24 marca 1976        | Chorzów                 | Argentyna         | 1-2      | towarzyski      | 90'           | Gol       |
| 18. | 24 kwietnia 1976     | Lens                    | Francja           | 0-2      | towarzyski      | do 45'        |           |
| 19. | 6 maja 1976          | Ateny                   | Grecja            | 0-1      | towarzyski      | 90'           |           |
| 20. | 11 maja 1976         | Bazylea                 | Szwajcaria        | 1-2      | towarzyski      | 90'           |           |
| 21. | 26 maja 1976         | Poznań                  | Irlandia          | 0-2      | towarzyski      | 90'           |           |
| 22. | 18 lipca 1976        | Montreal                | Kuba              | 0-0      | IO 1976         | 90'           |           |
| 23. | 22 lipca 1976        | Montreal                | Iran              | 3-2      | IO 1976         | do 64'        |           |
| 24. | 31 lipca 1976        | Montreal                | NRD               | 1-3      | IO 1976         | 90'           |           |
| 25. | 24 sierpnia 1977     | Wiedeń                  | Austria           | 1-2      | towarzyski      | od 46'        | Gol       |
| 26. | 7 września 1977      | Wołgograd               | ZSRR              | 1-4      | towarzyski      | od 76'        |           |
| 27. | 19 sierpnia 1979     | Słupsk                  | Libia             | 5-0      | towarzyski      | do 66'        | Gol       |
| 28. | 29 sierpnia 1979     | Warszawa                | Rumunia           | 3-0      | towarzyski      | do 85'        |           |
| 29. | 12 września 1979     | Lozanna                 | Szwajcaria        | 2-0      | elim. Euro 1980 | do 84'        |           |
| 30. | 28 maja 1980         | Poznań                  | Szkocja           | 1-0      | towarzyski      | 90'           |           |
| 31. | 22 czerwca 1980      | Warszawa                | Irak              | 3-0      | towarzyski      | do 61'        | Gol       |
| 32. | 29 czerwca 1980      | São Paulo               | Brazylia          | 1-1      | towarzyski      | do 73'        |           |
| 33. | 2 lipca 1980         | Santa Cruz de la Sierra | Boliwia           | 1-0      | towarzyski      | od 63'        |           |
| 34. | 9 lipca 1980         | Bogota                  | Kolumbia          | 4-1      | towarzyski      | od 46' do 54' |           |

## Kariera trenerska
Trenował Wisłę Kraków, Larisę (Grecja), Dalin, Garbarnię Kraków. W listopadzie 2016 został, wraz z Radosławem Sobolewskim, tymczasowym trenerem Wisły Kraków. Od stycznia 2017 Kmiecik i Sobolewski zostali asystentami nowego trenera Wisły Kiko Ramíreza, a w grudniu tego samego roku ponownie zostali tymczasowymi trenerami. Przez kolejne pół roku byli asystentami Joana Carrillo, a po jego odejściu z klubu w czerwcu 2018 ponownie objęli tymczasowo funkcje pierwszych trenerów. 18 czerwca 2018 roku pierwszym trenerem został Maciej Stolarczyk, a Kmiecik, Sobolewski i Mariusz Jop zostali jego asystentami. Kmiecik był również tymczasowym trenerem Wisły po zwolnieniu Petera Hyballi 14 maja 2021 roku.

## Sukcesy
- 1972 – złoty medalista Olimpiady w Monachium,
- 1974 – trzecie miejsce w Mistrzostwach Świata w Monachium,
- 1976
  - srebrny medalista Olimpiady w Montrealu,
  - król strzelców I ligi (20 goli),
- 1978
  - mistrz Polski,
  - król strzelców I ligi (15 goli),
- 1979
  - finalista Pucharu Polski,
  - król strzelców I ligi (17 goli),
- 1980 – król strzelców I ligi (24 gole),
- 1981 – wicemistrz Polski,
- 1985 – puchar Grecji.

## Odznaczenia
- Złoty Krzyż Zasługi (1972)[8]
- Złota Odznaka PZPN (1972)[9]